# John Beaufort, 1. jarl af Somerset
John Beaufort, 1. markis af Somerset og 1. markis af Dorset, senere blot 1. jarl af Somerset, KG (ca. 1371 - 16. marts 1410) var en engelsk adelsmand og politiker. Han var den første af de fire uægte børn af Johan af Gent (1340-1399) (tredje overlevende søn af kong Edvard 3.) og hans elskerinde Katherine Swynford, som han senere blev gift med i 1396. Beauforts efternavn (korrekt de Beaufort, "fra Beaufort") afspejler sandsynligvis hans fødested på hans fars slot og herregård i Beaufort ("smuk fæstning") i Champagne, Frankrig.   Beaufort-slægtens heraldiske faldgitteremblem, nu det engelske underhus' emblem, menes at være baseret på slottet Beaufort, der siden er blevet revet ned.
Beaufort-børnene blev erklæret legitime to gange af parlamentet under kong Richard 2.'s af Englands regeringstid i 1390 og 1397, samt af pave Bonifatius 9. i september 1396. Selvom de var børnebørn af Edvard 3. og de næste i arvefølgen efter deres fars legitime børn af hans to første hustruer, blev Beaufort-familien udelukket fra arvefølgen af deres halvbror Henrik 4.

## Tidlige karriere
Mellem maj og september 1390 så Beaufort militærtjeneste i Nordafrika i korstoget mod Mahdia under ledelse af Ludvig 2., hertug af Bourbon. I 1394 var han i Litauen og gjorde tjeneste hos de Den Tyske Orden.
John blev ophøjet til jarl af Somerset den 10. februar 1397, kun få dage efter legitimeringen af Beaufort-børnene blev anerkendt af parlamentet. Samme måned blev han også udnævnt til admiral for den irske flåde såvel som konstabel for Dover Castle og vogter over Cinque Ports. I maj blev hans admiralembede udvidet til at omfatte den nordlige flåde. Den sommer var den nye jarl en af adelsmændene, der hjalp Richard 2. med at befri sig fra Lords Appellants magt. Som en belønning blev han ophøjet til markis af Somerset og markis af Dorset den 29. september, og en gang senere samme år blev han slået til ridder af hosebåndsordenen og udnævnt til kongens stedfortræder i Aquitanien. Derudover giftede han sig to dage før ophøjelsen til markis med kongens niece, Margaret Holland, søster til Thomas Holland, 1. hertug af Surrey, en anden af modstanderne af Lords Appelants. John forblev i kongens favør, selv efter at hans ældre halvbror Henrik af Bolingbroke (senere Henrik 4.) blev forvist fra England i 1398.

## Senere karriere
Efter at Richard 2. var blevet afsat af Henrik af Bolingbroke i 1399, annullerede den nye konge de titler, der var blevet givet til modstanderne af Lords Appellants, og således blev John Beaufort atter blot jarl af Somerset. Dog viste han sig ikke mindre loyal over for sin halvbrors styre og tjente i forskellige militære ledelser og på nogle vigtige diplomatiske missioner. Det var Beaufort, der modtog den walisiske oprørsleder Owain Glyndŵrs konfiskerede godser i 1400, skønt han ikke ville have været i stand til at overtage disse godser, medmindre han havde levet efter 1415. I 1404 blev han udnævnt til Rigskonstabel af England.

## Familie
John Beaufort og hans kone Margaret Holland, datter af Thomas Holland, 2. jarl af Kent og Alice FitzAlan, fik seks børn. Hans barnebarn Lady Margaret Beaufort blev gift med Edmund Tudor, 1. jarl af Richmond, søn af enkedronning Katarina af Valois og Owen Tudor.
Somerset døde i Hospital of St Katharine's by the Tower i London. Han blev begravet i St Michael's Chapel i Canterbury Cathedral.
Hans børn omfattede følgende:
- Henry Beaufort, 2. jarl af Somerset (1401 – 25. november 1418)
- John Beaufort, 1. hertug af Somerset (døbt 25. marts 1404 – 27. maj 1444), far til Margaret Beaufort, grevinde af Richmond og Derby, kong Henrik 7. af Englands mor
- Joan Beaufort, dronning af Skotland (1404 – 15. juli 1445) blev gift med Jakob 1., konge af Skotland
- Thomas Beaufort, greve af Perche (1405 – 3. oktober 1431)
- Edmund Beaufort, 2. hertug af Somerset (1406 – 22. maj 1455)
- Margaret Beaufort, grevinde af Devon (1409–1449) giftede sig med Thomas de Courtenay, 13. jarl af Devon.

## Embeder
- Lord Warden of the Cinque Ports: 1398
- Admiral of the West : 1397
- Kongens stedfortræder i Aquitanien: 1397
- Admiral of the North and Western Fleets: 9. maj 1398 – 15. november 1399
- Rigskonstabel af England: 1404
- Admiral of the North and Western Fleets: 21. september 1408 – 3. juni 1414

## Våbenskjold
Som et legitimeret barnebarn af kong Edvard 3. bar Beaufort kongens våbenskjold, adskilt af et stribet bånd i sølvhvid og azur. 
- Beaufort-slægtens våbenskjold (ancient): Kong Edvard 3.'s våbenskjold (Frankrigs ancient) omringet af bånd i sølvhvid og azur
- Beaufort-slægtens våbenskjold (moderne): Englands våbenskjold (Frankrigs moderne) omringet af et bånd i sølvhvid og azur

Våbenskjoldet tilhørende Beaufort-slægten, legitimerede efterkommere af Johan af Gent, den 3. overlevende søn af kong Edvard 3.: Kong Edvard 3.'s våbenskjold omringet af et stribet bånd i sølvhvid og azur (se Englands våbenskjold).Våbenskjoldet blev opdateret, da kongerne af England skiftede til Frankrig moderne våbenskjold, som var blevet taget i brug af kongen af Frankrig i 1376. Charles, en uægte søn af Henry Beaufort, 3. hertug af Somerset (1436–1464), tog efternavnet "Somerset" sammen med Beaufort-våbenskjoldet og blev ophøjet til baron Herbert (1461) og jarl af Worcester (1513). I 1682 blev hans efterkommer Henry Somerset, 3. markis af Worcester (1629–1700), ophøjet til hertug af Beaufort. Disse våbenskjold er således blevet brugt af Beaufort, hertugerne af Somerset (uddød) og Somerset, hertugerne af Beaufort (eksisterende).